# Sowjetische Verfassung von 1936

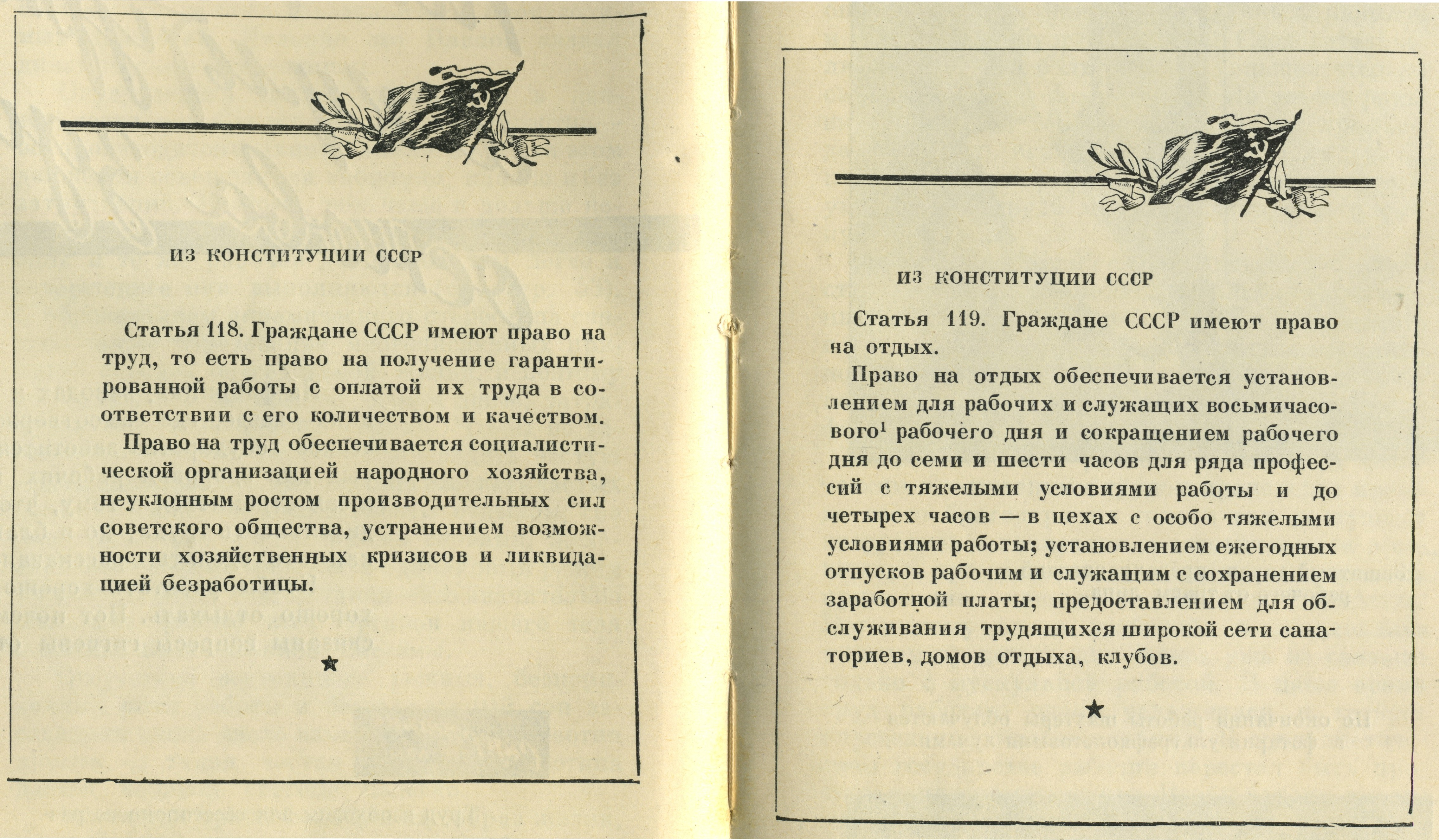
Auszug aus der Verfassung von 1936

Die sowjetische Verfassung von 1936 (russisch Конституция СССР 1936 года), auch bekannt als Stalin-Verfassung, war die zweite Verfassung der Union der Sozialistischen Sowjetrepubliken.
Der Text der Verfassung wurde von mehreren Juristen und Theoretikern vorbereitet, unter anderem von Nikolai Bucharin und Karl Radek. Sie wurde am 5. Dezember 1936 vom VIII. außerordentlichen Sowjetkongress der Sowjetunion angenommen und vom Generalsekretär der Kommunistischen Partei der Sowjetunion – damals WKP (B) – Josef Stalin, verkündet. Sie löste die sowjetische Verfassung von 1924 ab. Am 7. Oktober 1977 wurde sie selbst wiederum durch die Verfassung von 1977 abgelöst.
Die Verfassung von 1936 war nur formell eine demokratische Verfassung: weder die Menschenrechte wurden garantiert noch wurden allgemeine und geheime Wahlen während der Gültigkeit der Verfassung (bis 1977) – obwohl vorgesehen – abgehalten.